# Acalolepta grossescapus
Acalolepta grossescapus är en skalbaggsart som först beskrevs av Stefan von Breuning 1942.  Acalolepta grossescapus ingår i släktet Acalolepta och familjen långhorningar.
Artens utbredningsområde är Taiwan. Inga underarter finns listade i Catalogue of Life.